# Paraphoxus cognatus
Paraphoxus cognatus är en kräftdjursart. Paraphoxus cognatus ingår i släktet Paraphoxus och familjen Phoxocephalidae. Inga underarter finns listade i Catalogue of Life.